# حقل بدرة
حقل بدرة هو حقل نفط يقع شرق العراق قرب الحدود العراقية - الإيرانية يتبع إلى قضاء بدرة شمال شرق مدينة الكوت ب 75 كم والذي يقدر مخزونه النفطي بـ109 ملايين برميل.
وفاز ائتلاف بقيادة شركة «غازبروم» الروسية خلال جولة التراخيص التي أجرتها وزارة النفط العراقية.